# Wagabunda (film)
Wagabunda (znany też jako Wolny jak ptak, oryg. Roustabout) – film muzyczny z 1964 roku, w reżyserii Johna Richa, z Elvisem Presleyem w roli głównej. Jest to szesnasty film w jego aktorskiej karierze.

## Obsada
- Elvis Presley jako Charlie Rogers
- Barbara Stanwyck jako Maggie Morgan
- Joan Freeman jako Cathy Lean
- Leif Erickson jako Joe Lean
- Sue Ane Langdon jako Madame Mijanou
- Pat Buttram jako Harry Carver
- Joan Staley jako Marge
- Dabbs Greer jako Arthur Nielsen
- Steve Brodie jako Fred
- Norman Grabowski jako Sam
- Jack Albertson jako Lou

## Fabuła
Charlie Rogers to wrażliwy piosenkarz i motocyklista, który wspina się po szczeblach kariery muzycznej występując w niewielkich klubach. Pewnego dnia wdaje się w bójkę, za co zostaje wyrzucony z pracy i trafia do więzienia. Wychodzi jednak na drugi dzień i rusza swoim motorem na poszukiwanie nowego zajęcia. Na drodze zauważa samochód, którym jedzie Maggie Morgan, Cathy Lean i jej ojciec Joe. Ponieważ zaczyna zagadywać Cathy, Joe spycha go z drogi. Charlie wypada na pobocze i chociaż wychodzi z tego cało, to jego motocykl zostaje uszkodzony.
Maggie Morgan, właścicielka podupadającego wesołego miasteczka, na czas naprawy pojazdu proponuje mu u siebie pracę. Charlie przyjmuje ją tylko ze względu na Cathy. Szybko okazuje się, że jego sceniczne popisy i rosnąca popularność przyczyniają się do wzrostu dochodów miasteczka. Problemy zaczynają się, gdy Charlie zakochuje się w Cathy, na co nie może przystać jej ojciec i zarazem zarządca miasteczka. Na dodatek dyrektor konkurencyjnego parku rozrywki, także jest nim coraz bardziej zainteresowany.

## Produkcja

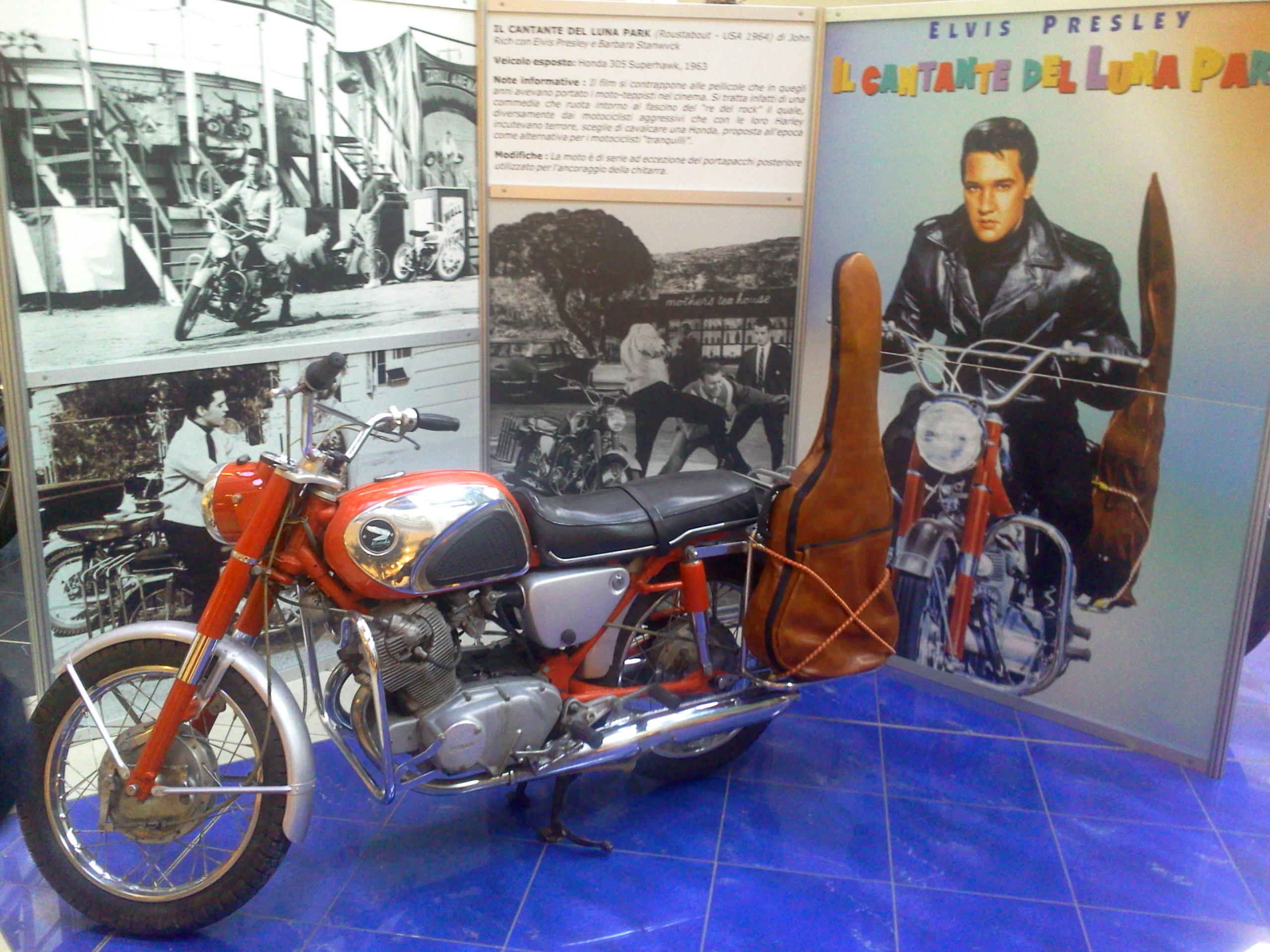
Honda CB77 z filmu Wagabunda

Pierwsze wzmianki o filmie pojawiły się w maju 1961 r. ale produkcja opóźniła się aż do marca 1964 r. W międzyczasie zaszło w nim kilka zmian, m.in. zmienił się tytuł z Right This Way Folks na Roustabout i nazwisko głównego bohatera z Charlie Main na Charlie Rogers. Scenarzyści nadali także nowe nazwisko właścicielce wesołego miasteczka, która początkowo miała nazywać się Maggie Moore, a nie Maggie Morgan.
Menedżer Elvisa „Pułkownik” Tom Parker, który kiedyś pracował w cyrku wpadł na pomysł, żeby akcja filmu rozgrywała się w wesołym miasteczku. Jako doradca techniczny czuwał też nad tym, by film we właściwy sposób pokazał jak toczy się życie w takim miejscu, a ludzie zostali przedstawieni jako pracowici i dumni.
Niełatwe zadanie miał przed sobą reżyser John Rich, który pierwszy raz współpracował z Elvisem (później wyreżyserował jeszcze Łatwo przyszło, łatwo poszło). Najpierw producent Hall Wallis próbował mu „pomagać” w reżyserii, a potem musiał jeszcze znosić psotnych przyjaciół Elvisa z Memphis Mafii, bez których nie chciał grać. Presley postanowił jednak przypodobać się reżyserowi, by pozwolił mu wystąpić w scenie kaskaderskiej, co było niezwykłe, gdyż w tamtym czasie, jeśli gwiazda została ranna kończono produkcję. Kiedy Elvis naprawdę został ranny (założono mu kilka szwów nad okiem) Rich bał się przyznać Wallis’owi, że na to pozwolił, więc, by nie wstrzymano produkcji dopisał do scenariusza, że główny bohater nosi bandaż.
Dla zwiększenia autentyczności filmu wykorzystano prawdziwe wesołe miasteczko, które ulokowano w Thousand Oaks w Kalifornii. Sceny wewnątrz pomieszczeń kręcono w studiu Paramount.
Film na ekrany kin wszedł 11 listopada 1964 r. W rankingu magazynu Variety w ciągu dwóch tygodni znalazł się na 8 miejscu, osiągnął też 28 pozycję na liście najlepszych filmów 1964 roku. Tymczasem Elvis został sklasyfikowany jako szósta najlepiej zarabiająca gwiazda filmowa w 1964 r.